# Rolf Alles
Rolf Alles (* 29. März 1933) ist ein ehemaliger deutscher Rudersportler.

## Werdegang
Rolf Alles stammt aus Mannheim. Da er sich früh für den Rudersport begeisterte, wurde er Mitglied des Mannheimer Ruderverein Amicitia von 1876. Innerhalb der unterschiedlichen Möglichkeiten, den Rudersport auszuüben, wählte er für sich das Mannschaftsrudern im Ruder-Achter aus. Da seine Leistungen es rechtfertigten, wurde er bald Mitglied der ersten Achter-Mannschaft seines Vereins, mit der er bei Deutschen Meisterschaften eingesetzt wurde. Mit seinem Achter in der Besetzung Alles, Walter Salzmann, Dieter Kempf, Heinrich Blank, Klaus Tochtermann, Paul Deblitz, Siegfried Kuhlmey-Becker, Manfred Bartholomae und Hans Bichelmeier als Steuermann wurde er 1953 Deutscher Meister.
Für den Gewinn der Deutschen Meisterschaft im Achter 1953 wurden er und die gesamte Mannschaft am 1. Dezember 1953 von Bundespräsident Theodor Heuß mit dem Silbernen Lorbeerblatt ausgezeichnet.